# Legge 21 febbraio 1991, n. 52
La legge 21 febbraio 1991, n. 52 è una legge della Repubblica Italiana, che disciplina l'istituo giuridico del factoring.
La quasi totalità degli operatori operanti nel settore del factoring in Italia, rappresentati da banche e intermediari di matrice bancaria e industriale, è associato ad Assifact, l’Associazione Italiana per il factoring, che ha partecipato alla discussione e contribuito ai lavori preparatori della legge furono avviati nel 1987 e conclusi con l’emanazione nel 1991.

## Storia
Nel 1994 la legge Merloni ed il relativo regolamento di attuazione hanno reso applicabili le disposizioni della legge 52/1991 anche alle cessioni dei crediti verso le pubbliche amministrazioni, derivanti da contratti di appalto di lavori pubblici, di concessione di lavori pubblici e da contratti di progettazione nell’ambito della realizzazione di lavori pubblici. 
Il regolamento ha inoltre abrogato alcune precedenti disposizioni ormai del tutto superate, che impedivano la cessione di tali crediti. Pertanto a partire dalla legge Merloni, e espressamente richiamata anche nel codice dei contratti pubblici si è introdotta la possibilità per le imprese appaltatrici di ricorrere alla cessione dei crediti derivanti da contratti di appalto, vantati nei confronti delle amministrazioni pubbliche, applicando – con alcune specifiche – le disposizioni della L.52/91.

## Analisi e innovazioni
Con tale norma si è introdotta nell’ordinamento giuridico italiano la disciplina specifica sulle cessioni dei crediti di impresa, prima regolate dalla normativa generale sulle cessioni dei crediti prevista dal Codice Civile (Artt. 1260-1267); tali cessioni sono lo strumento utilizzato comunemente in Italia per realizzare le operazioni di factoring, di origine anglosassone, ancora considerate un contratto atipico in considerazione della mancanza di norme di legge specifiche. Il factoring consiste infatti tipicamente in un rapporto di carattere continuativo in base al quale un’impresa effettua la cessione di una parte significativa dei propri crediti commerciali ad un operatore specializzato, il factor, il quale presta tre servizi fondamentali: la gestione dei crediti, la garanzia contro l’insolvenza del debitore, il finanziamento.
La norma disciplina anche la:
- cessione di crediti futuri;
- inversione dell’onere della garanzia della solvenza del debitore ceduto;
- opponibilità della cessione al debitore ceduto;
- non contempla la "componente finanziaria" dell'operazione di trasferimento del credito.

Le norme della legge si applicano alle cessioni verso corrispettivo di soli crediti pecuniari e quando sussistano le seguenti condizioni:
- che il cedente sia un imprenditore;
- che i crediti ceduti siano pecuniari e siano imputabili a contratti stipulati dal cedente nel corso della sua attività imprenditoriale;
- che il cessionario sia una banca o un intermediario finanziario disciplinato dal testo unico bancario, il cui oggetto sociale preveda l'acquisto di crediti d'impresa oppure un soggetto costituito in forma societaria che svolge l'attività di acquisto di crediti da soggetti del proprio gruppo che non siano intermediari finanziari.

Le principali innovazioni introdotte dalla legge rispetto alla disciplina del Codice Civile sono riconducibili principalmente alla riserva di attività per il cessionario, alla cessione in massa dei crediti presenti e futuri, alla garanzia della solvenza del debitore da parte del cedente come regola ordinaria (salvo che il cessionario espressamente vi rinunci), al nuovo criterio di opponibilità della cessione e alla disciplina fallimentare speciale.
Con particolare riferimento al profilo del cessionario, la norma stabilisce che il cessionario è una banca o un intermediario finanziario o un soggetto, costituito in forma societaria, che svolge l'attività di acquisto di crediti vantati nei confronti di terzi da soggetti del proprio gruppo che non siano intermediari finanziari o vantati da terzi nei confronti di soggetti del gruppo di appartenenza. 

## Contenuto

### Art. 1 – Ambito di applicazione
L'articolo stabilisce l'ambito di applicazione secondo il quale la presente legge si applica quando la cessione di crediti pecuniari contro il pagamento di un corrispettivo ha come cedente un imprenditore, quando i crediti sono sorti nel corso dell'esercizio di impresa, quando il cessionario è una banca o un intermediario finanziario, il cui oggetto sociale preveda l'esercizio dell'attività di acquisto di crediti d'impresa o un soggetto, costituito in forma di società di capitali, che svolge l'attività di acquisto di crediti, vantati nei confronti di terzi, da soggetti del gruppo di appartenenza che non siano intermediari finanziari oppure di crediti vantati da terzi nei confronti di soggetti del gruppo di appartenenza, ferme restando le riserve di attività' previste ai sensi del citato testo unico delle leggi in materia bancaria e creditizia (cd captive). Qualora la cessione di credito non corrisponda a questi requisiti si applicano invece le norme dettate dal Codice Civile.

### Art. 2 - Albo delle imprese che esercitano l'attività di cessione dei crediti ((articolo abrogato)
L'articolo due istituiva presso la Banca d'Italia, cui sono demandati i compiti di vigilanza, un Albo delle imprese che esercitano l'attività di cessione dei crediti e che sono tenute alla certificazione del bilancio. Tale articolo è stato abrogato dal D.Lgs. 1 settembre 1993, n. 385 (testo unico bancario) che ha istituito gli elenchi generale e speciale degli intermediari finanziari ex art. 106 e 107, prima, e l’Albo Unico degli intermediari finanziari ex art, 106, a partire dalla riforma del TUB con D.Lgs. 141/2010.

### Art. 3 - Cessione di crediti futuri e di crediti in massa
Viene data la possibilità di cedere i crediti anche prima della stipula dei contratti da cui sorgeranno: può quindi aversi anche la cessione di crediti futuri (derivanti da ordini) a patto che il relativo contratto venga stipulato entro i 24 mesi successivi alla cessione.
I crediti esistenti e futuri possono essere ceduti anche in massa (per i crediti futuri solo se viene specificato il debitore ceduto).

### Art. 4 - Garanzia di solvenza
Salvo che il cessionario (colui che acquista i crediti) vi rinunci, il credito è ceduto con la garanzia del cedente, entro i limiti di quanto incassato come pagamento del corrispettivo di cessione, sulla solvenza del debitore ceduto.

### Art. 5 - Efficacia della cessione nei confronti dei terzi
Fatta salva la possibilità del cessionario di rendere opponibile a terzi la cessione secondo quanto stabilito dalle norme del Codice Civile, la cessione è opponibile a terzi solo se il cessionario ha pagato, almeno in parte, il corrispettivo di cessione e se il pagamento ha data certa.
Per terzi si intendono: il fallimento del cedente dichiarato dopo la data del pagamento; il creditore del cedente che ha pignorato il credito dopo la data di pagamento; gli altri aventi causa del cedente se il titolo di acquisto non è stato reso efficace verso i terzi prima del pagamento.

### Art. 6 - Revocatoria fallimentare dei pagamenti del debitore ceduto
L'articolo 6 stabilisce che la cessione di crediti non è soggetta all'art. 67 della Legge Fallimentare (R.D. 16 marzo 1942 n. 267).  Pertanto, il pagamento del debitore ceduto al cessionario non è soggetto a revocatoria ma tale azione può essere proposta nei confronti del cedente se la curatela fallimentare prova che il cedente conosceva lo stato di insolvenza del debitore ceduto al momento del pagamento (da quest'ultimo effettuato) al cessionario.

### Art. 7 - Fallimento del cedente
Viene quindi stabilito che l'efficacia della cessione viene meno se il curatore fallimentare del cedente prova che il cessionario era a conoscenza dello stato di insolvenza del cedente stesso e se il pagamento del corrispettivo è effettuato nell'anno anteriore alla sentenza di fallimento.
Al curatore del cedente viene inoltre data la facoltà di recedere dalle cessioni effettuate dal cedente stesso per quei crediti non ancora sorti alla data del fallimento. In questo caso la curatela è tenuta alla restituzione del corrispettivo già pagato dal cessionario.

## Conseguenze
La legge stabilisce quindi che non sono revocabili gli incassi pervenuti al cessionario se non vengono revocate le cessioni originarie cui quei pagamenti si riferiscono.
Il termine di un anno, antecedente alla data del fallimento, ai fini della revocatoria, non è stato modificato dalla nuova Legge Fallimentare che ha comunque dimezzato i tempi ai fini delle revocatorie fallimentari indicati nell'art. 67.